# Kapelle hl. Antonius von Padua in Quadratsch

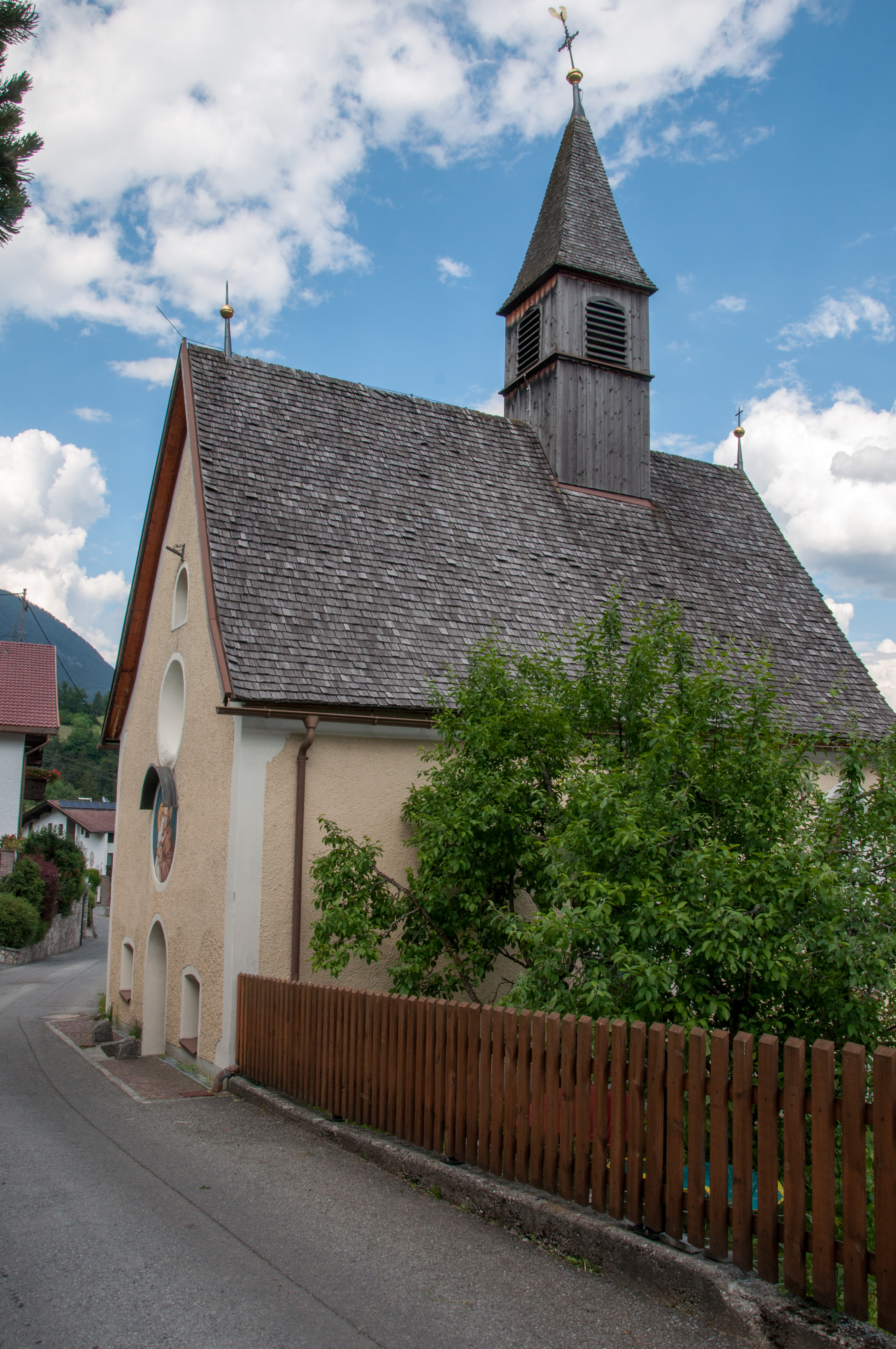
Die Antoniuskapelle von Südwesten

Die Kapelle hl. Antonius von Padua ist eine römisch-katholische Kapelle in der Ortschaft Quadratsch in der Gemeinde Pians in Tirol.
Die zweijochige Kapelle mit einer Stichkappentonne und einem Fünfachtelschluss hat einen Dachreiter mit einem Pyramidendach und ist mit 1696 bezeichnet. Die Gewölbemalerei mit ornamentaler Dekoration und Szenen aus dem Leben des Heiligen Antonius von Padua schuf 1901 der Maler Alois Grissemann.
Der Altar mit Ädikulaaufbau mit gedrehten Säulen und Akanthusschnitzwerk aus dem Ende des 17. Jahrhunderts zeigt die Bilder Mariahilf und die Heiligen Antonius und Josef. Die Figuren schuf der Bildhauer Jakob Auer.